# Leclercera longiventris
Leclercera longiventris är en spindelart som beskrevs av Christa L. Deeleman-Reinhold 1995. Leclercera longiventris ingår i släktet Leclercera och familjen Ochyroceratidae.
Artens utbredningsområde är Thailand. Inga underarter finns listade i Catalogue of Life.